# 駿河町 (名古屋市)
駿河町（するがまち）は、愛知県名古屋市東区の地名。明治時代に1丁目から3丁目が新設された。1976年（昭和51年）1月18日、東桜一丁目および同二丁目に編入され消滅。

## 地理
東は東門前町1丁目、西は神楽町3丁目、南は武平町4丁目・七曲町1丁目・西新町1丁目、北は武平町3丁目・下竪杉町2丁目・富士塚町3丁目・高岳町2丁目に接する。

### 学区
- 中学校 - 名古屋市立冨士中学校
- 小学校 - 名古屋市立東桜小学校[6][7][8]

### 人口
国勢調査による人口の推移
| 1950年（昭和25年） | 262人 |  |
| 1955年（昭和30年） | 344人 |  |
| 1960年（昭和35年） | 399人 |  |
| 1965年（昭和40年） | 381人 |  |
| 1970年（昭和45年） | 320人 |  |
| 1975年（昭和50年） | 242人 |  |

## 歴史

### 地名の由来
駿河街道沿いの町であることに由来する。

### 沿革
- 1878年（明治11年）12月20日 - 名古屋区成立に伴い、同区駿河町となる[1]。
- 1889年（明治22年）10月1日 - 名古屋市成立に伴い、同市駿河町となる[1]。
- 1908年（明治41年）4月1日 - 東区成立に伴い、同区駿河町となる[1]。
- 1944年（昭和19年）2月11日 - 栄区成立に伴い、同区駿河町となる[1]。
- 1945年（昭和20年）11月3日 - 栄区廃止に伴い、中区駿河町となる[1]。
- 1946年（昭和21年）4月15日 - 東区に編入され、同区駿河町となる[1]。
- 1976年（昭和51年）1月18日 - 東桜一丁目および同二丁目に編入され、消滅[1]。

## 施設
- 真宗大谷派光蓮寺[4]
- 日蓮宗重正寺（のち、茶屋新田に移転）[4]